# Michael Korrel
Michael Korrel (Vianen, 27 de febrero de 1994) es un deportista neerlandés que compite en judo.
Ganó dos medallas de bronce en el Campeonato Mundial de Judo, en los años 2019 y 2022, y tres medallas en el Campeonato Europeo de Judo entre los años 2016 y 2024.
En los Juegos Europeos de Cracovia 2023 consiguió una medalla de bronce en la prueba de equipo mixto.

## Palmarés internacional
| Campeonato Mundial | Campeonato Mundial      | Campeonato Mundial | Campeonato Mundial |
| Año                | Lugar                   | Medalla            | Categoría          |
| ------------------ | ----------------------- | ------------------ | ------------------ |
| 2019               | Tokio (Japón)           | Medalla de bronce  | –100 kg            |
| 2022               | Taskent (Uzbekistán)    | Medalla de bronce  | –100 kg            |
| Juegos Europeos    |                         |                    |                    |
| Año                | Lugar                   | Medalla            | Categoría          |
| 2023               | Krynica-Zdrój (Polonia) | Medalla de bronce  | Equipo mixto       |
| Campeonato Europeo |                         |                    |                    |
| Año                | Lugar                   | Medalla            | Categoría          |
| 2016               | Kazán (Rusia)           | Medalla de bronce  | –100 kg            |
| 2022               | Sofía (Bulgaria)        | Medalla de oro     | –100 kg            |
| 2024               | Zagreb (Croacia)        | Medalla de bronce  | –100 kg            |